# Ісландська мова
Ісла́ндська мо́ва (ісл. íslenska) — одна з західноскандинавських мов. Офіційна мова Республіки Ісландія. Поширена також у Данії, Канаді та США. Діалектних відмінностей майже немає.

## Історія
Перші літературні пам'ятки засвідчено наприкінці XI століття. Це так звані саги — епічні сказання про давніх героїв, богів, вікінгів та королів.
У XVI столітті ісландською мовою друкуються перші книги. Сучасна орфографія дуже близька до давньоісландської.
Узагалі, особливість сучасної ісландської мови полягає в тому, що вона дуже мало змінилася з тих часів, коли її носії — норвезькі вікінги — уперше ступили на землю острова Ісландія та заснували тут свої поселення. Законсервованість давньої мови — це наслідок того, що протягом кількох століть Ісландія була ізольована від зовнішнього світу та його впливу. Тому сучасний ісландець може без жодних труднощів читати та розуміти давні саги, які було написано в XI—XII століттях.

## Поширення
Більшість людей, що розмовляють ісландською мовою, проживає в Ісландії. Проте є близько 8 165 ісландських мовців, що проживають у Данії, з яких близько 3 000 є студентами. Ісландською також говорять близько 5 655 жителів США та 2 385 Канади (у більшості в сільському муніципалітеті Гімлі, провінція Манітоба). 97 % жителів Ісландії вважають ісландську мовою своєю рідною, проте за межами цієї країни ісландська мова використовується дуже мало. Ісландські мовці, що перебувають за межами Ісландії, є переважно емігрантами.
Ісландія — єдина країна та регіон, де ісландська мова є офіційною (і єдиною офіційною мовою держави). Хоча Ісландія і є членом Північної ради (Данія, Норвегія, Швеція, Фінляндія, Ісландія), ця організація використовує лише данську, норвезьку та шведську мови й зовсім не послуговується ісландською, хоча інколи й видає певні матеріали нею.

## Фонетика
Фонетична система дуже близька до давньоскандинавської (зокрема, до норвезької мови XII—XIII сторіччя). На відміну від інших скандинавських мов, ісландська має:
- короткі та довгі дифтонги: kynslóð [ˈkʰinslouð] «сім'я», fljóta [ˈfljouːtʰa] «плисти»;
- лише глухі зімкнені приголосні, які протиставляються за принципом слабоаспірованих та сильноаспірованих (тобто, замість звичайного для української мови протиставлення приголосних за принципом глухості-дзвінкості [п-б] [т-д], ісландські приголосні протиставлені за принципом аспірованості при повній відсутності дзвінких приголосних [p-pʰ] [t-tʰ]): bað [paːð] «лазня» та páfi [pʰauː vɪ] «папа римський»;
- глухі сонанти: fjöll [fjøtl] «гóри»;
- придих перед подвійними зімкненими: upp [ʏʰpː] «вгору».

Складова рівновага досягається завдяки тому, що наголошений склад завжди довгий. Наголос завжди падає на перший склад.

## Граматика
У граматиці ісландська мова у значно більшій мірі, ніж інші скандинавські мови, зберегла давню систему відмінювання (чотири відмінки — називний (Nefnifall), знахідний (Þolfall), давальний (Þágufall), родовий (Eignarfall)) та дієвідміни.

## Лексика
Лексика має дуже незначну кількість запозичень, оскільки всі нові поняття позначаються словами, новостворюваними з наявних ісландських коренів, або переосмисленням вже наявних слів. Наприклад, слово «генетика» позначається як «erfðafræði», де erfð «спадок» і fræði «наука».

## Письмо
На письмі ісландська мова послуговується латинкою з доданням деяких додаткових знаків (æ, ð, þ).
| Літера | Назва     | Вимова за IPA | Транслітерація            | Наближена вимова літери                    |
| ------ | --------- | ------------- | ------------------------- | ------------------------------------------ |
| Aa     | a         | [a]           | а                         | а                                          |
| Áá     | á         | [au̯]          | а                         | ав                                         |
| Bb     | bé        | [pjɛ]         | б                         | б'є                                        |
| Dd     | dé        | [tjɛ]         | д                         | дьє                                        |
| Ðð     | eð        | [ɛð̠]          | д                         | ез (міжзубний «з», як «th» у англ. this)   |
| Ee     | e         | [ɛ]           | е                         | е                                          |
| Éé     | é         | [jɛ]          | є                         | є                                          |
| Ff     | eff       | [ɛfː]         | ф                         | еф                                         |
| Gg     | gé        | [cɛ]          | ґ                         | ґ'є                                        |
| Hh     | há        | [hau̯]         | г                         | гав                                        |
| Ii     | i         | [ɪ]           | і                         | и                                          |
| Íí     | í         | [i]           | і                         | і                                          |
| Jj     | joð       | [jɔð̠]         | й                         | йоз (міжзубний «з», так само, як ð)        |
| Kk     | ká        | [kʰau̯]        | к                         | кав                                        |
| Ll     | ell       | [ɛtl̥]         | л, ль (не перед голосним) | етль ([тль] — один звук)                   |
| Mm     | emm       | [ɛmː]         | м                         | ем                                         |
| Nn     | enn       | [ɛnː]         | н                         | ен                                         |
| Oo     | o         | [ɔ]           | о                         | о                                          |
| Óó     | ó         | [ou̯]          | о                         | ов                                         |
| Pp     | pé        | [pʰjɛ]        | п                         | пе                                         |
| Rr     | err       | [ɛr]          | р                         | ер                                         |
| Ss     | ess       | [ɛs]          | с                         | ес                                         |
| Tt     | té        | [tʰjɛ]        | т                         | тьє                                        |
| Uu     | u         | [ʏ]           | у                         | и (огублений «и»)                          |
| Úú     | ú         | [u]           | у                         | у                                          |
| Vv     | vaff      | [vafː]        | в                         | ваф                                        |
| Xx     | ex        | [ɛxs]         | кс                        | екс                                        |
| Yy     | ypsilon y | [ʏfsɪlɔn ɪ]   | і                         | ипсилон и                                  |
| Ýý     | ypsilon ý | [ʏfsɪlɔn i]   | і                         | ипсилон і                                  |
| Þþ     | þorn      | [θ̠ɔrn̥]        | т                         | сорн (міжзубний «с», як «th» у англ. thud) |
| Ææ     | æ         | [ai̯]          | ай, аї                    | ай                                         |
| Öö     | ö         | [œ]           | е                         | е                                          |

## Українсько-ісландські мовні та літературні зв'язки
Українська перекладачка Ольга Дмитрівна Сенюк уперше переклала низку художніх творів ісландських авторів, а в Ісландії близько 10 років тому було опубліковано переклад повісті Михайла Михайловича Коцюбинського «Тіні забутих предків».

## Приклад
«Заповіт» Тараса Григоровича Шевченка ісландською мовою (переклав Івар Йоунссон)
| ERFÐASKRÁIN Þá ég fer úr þessum heimi Þannig leggið mig í gröf Að háa fjallahryggi sjái Handan dals og gilja, Og glöggt ég heyri og greinilega Gömla Dneprá bylja Mót Svartahafi, er fljóta fram Fjanda okkar lík Frá Úkraínu — þá dey ég. Sléttur, fjöll og smáa bakka Skil ég eftir — og upp Til himins bjarta stíg ég. Grafið mig og gerið uppreisn, Grandið viðjunum, Fagnið allir frelsi Og fjendum útrýmið. Er fǽ ðist ný kynslóð Frjálsum mönnum og fróðum, Vona ég að þeir minnist mín Með orðum blíðum, góðum. |

(Джерело: Т. Г. Шевченко, Заповіт мовами народів світу, К., «Наукова думка», 1989)